# Aristaria
Aristaria là một chi bướm đêm thuộc họ Erebidae. Nó chỉ có một loài, Aristaria theroalis, được tìm thấy ở Hoa Kỳ và Costa Rica.